# Königsheim
Königsheim (vormals Kingsheim) ist eine Gemeinde im Landkreis Tuttlingen in Baden-Württemberg. Zur Gemeinde gehören außer dem Dorf Königsheim keine weiteren Ortschaften.

## Geographie

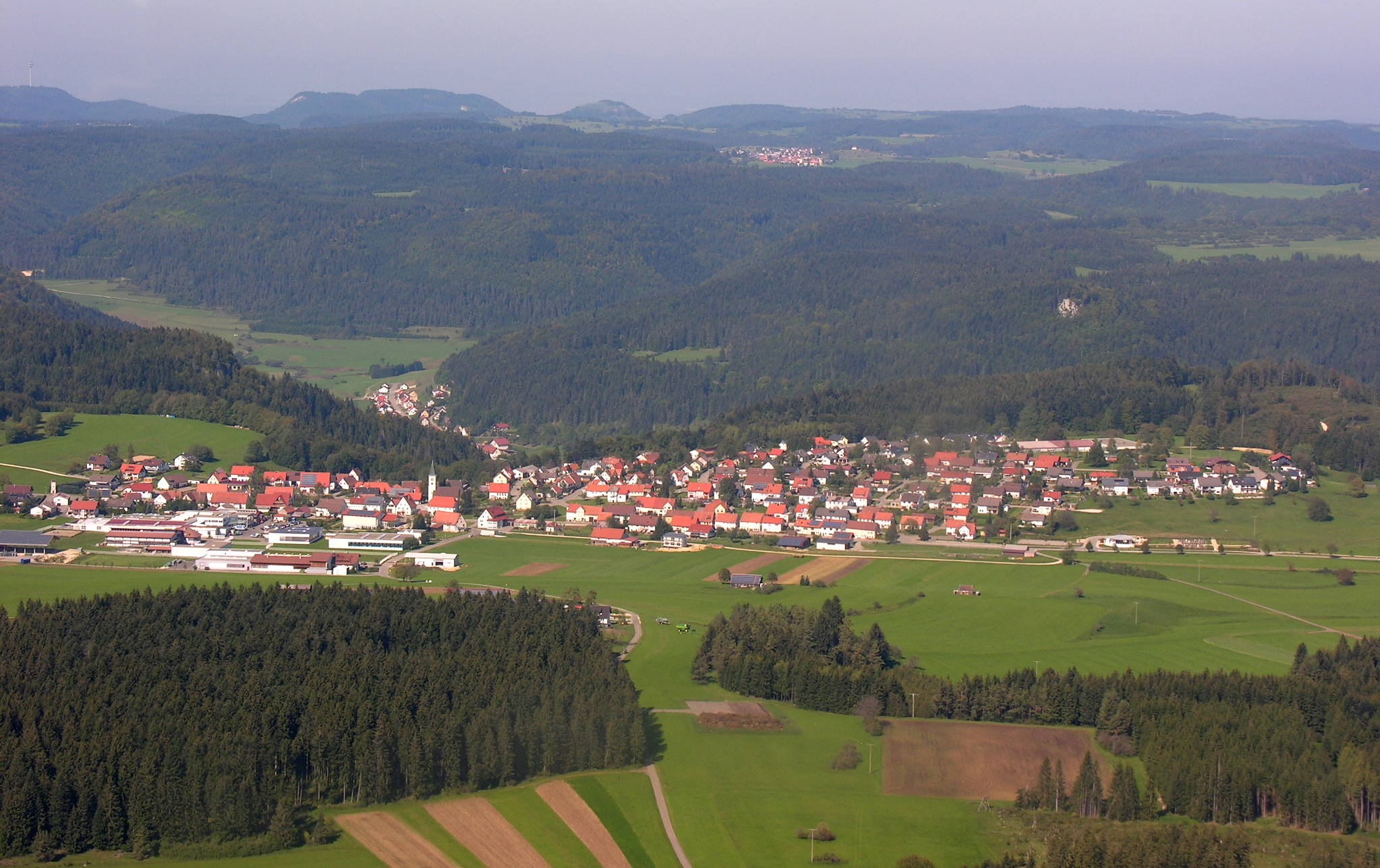
Königsheim

### Geographische Lage
Königsheim liegt auf einer welligen Höhe des Großen Heubergs im Südwesten der Schwäbischen Alb.

### Nachbargemeinden
Königsheim grenzt, im Uhrzeigersinn beginnend im Norden, an Egesheim, Bärenthal, Renquishausen, Böttingen und Bubsheim.

### Schutzgebiete
In Königsheim liegt das Landschaftsschutzgebiet Sommerschafweide auf dem Wachtbühl. Königsheim hat zudem Anteil am FFH-Gebiet Großer Heuberg und Donautal sowie am Vogelschutzgebiet Südwestalb und Oberes Donautal. Darüber hinaus gehört Königsheim zum Naturpark Obere Donau.

## Geschichte

### Frühe Geschichte
Königsheim wurde im Jahre 777 erstmals als „Kunigshaim“ urkundlich erwähnt. Während der Zeit der Stammesherzogtümer lag Königsheim im Herzogtum Schwaben. Im 13. Jahrhundert befand sich das Dorf im Besitz des Klosters Beuron und kam an die Grafschaft Zollern. Seit 1391 gehörte das Dorf Konrad von Weitingen. Schließlich gelangte Königsheim mit der Herrschaft Mühlheim 1409 an die Herren von Enzberg.

### Geschichte seit dem 19. Jahrhundert
Nach Gründung des Königreichs Württemberg wurde das Dorf 1810 dem Oberamt Spaichingen zugeordnet. Im Zuge der Gebietsreform während der NS-Zeit in Württemberg kam der Ort 1938 zum Landkreis Tuttlingen. Im Jahre 1945 wurde Königsheim Teil der Französischen Besatzungszone und gelangte somit zum Nachkriegsland Württemberg-Hohenzollern, welches 1952 im Bundesland Baden-Württemberg aufging.

### Religion
Das katholisch geprägte Dorf gehört zu den sechs Kirchengemeinden der Seelsorgeeinheit Oberer Heuberg mit Pfarrsitz in Böttingen im Dekanat Tuttlingen-Spaichingen der Diözese Rottenburg-Stuttgart. Schon 1448 bekam Königsheim eine eigene steinerne Kirche, die 1837 durch das heutige Gebäude ersetzt wurde, die Kirche St. Agatha. Bereits vor der Einrichtung der Seelsorgeeinheit war die Kirchengemeinde St. Agatha niemals selbstständig, sondern von alters her mit der Kirchengemeinde Mariä Himmelfahrt in Egesheim verbunden.

### Einwohnerentwicklung
Einwohnerzahlen nach dem jeweiligen Gebietsstand. Die Zahlen sind Volkszählungsergebnisse (¹) oder amtliche Fortschreibungen der jeweiligen Statistischen Ämter (nur Hauptwohnsitze).
| Jahr                 | Einwohner |
| -------------------- | --------- |
| 1. Dezember 1871     | 404       |
| 1. Dezember 1880 ¹   | 390       |
| 1. Dezember 1900 ¹   | 331       |
| 1. Dezember 1910 ¹   | 340       |
| 16. Juni 1925 ¹      | 332       |
| 16. Juni 1933 ¹      | 334       |
| 17. Mai 1939 ¹       | 334       |
| 13. September 1950 ¹ | 381       |
| 6. Juni 1961 ¹       | 419       |
| 27. Mai 1970 ¹       | 531       |

| Jahr              | Einwohner |
| ----------------- | --------- |
| 31. Dezember 1975 | 493       |
| 31. Dezember 1980 | 452       |
| 25. Mai 1987 ¹    | 507       |
| 31. Dezember 1990 | 509       |
| 31. Dezember 1995 | 513       |
| 31. Dezember 2000 | 532       |
| 31. Dezember 2005 | 563       |
| 31. Dezember 2010 | 555       |
| 31. Dezember 2015 | 550       |
| 31. Dezember 2020 | 574       |

¹ Volkszählungsergebnis

## Politik

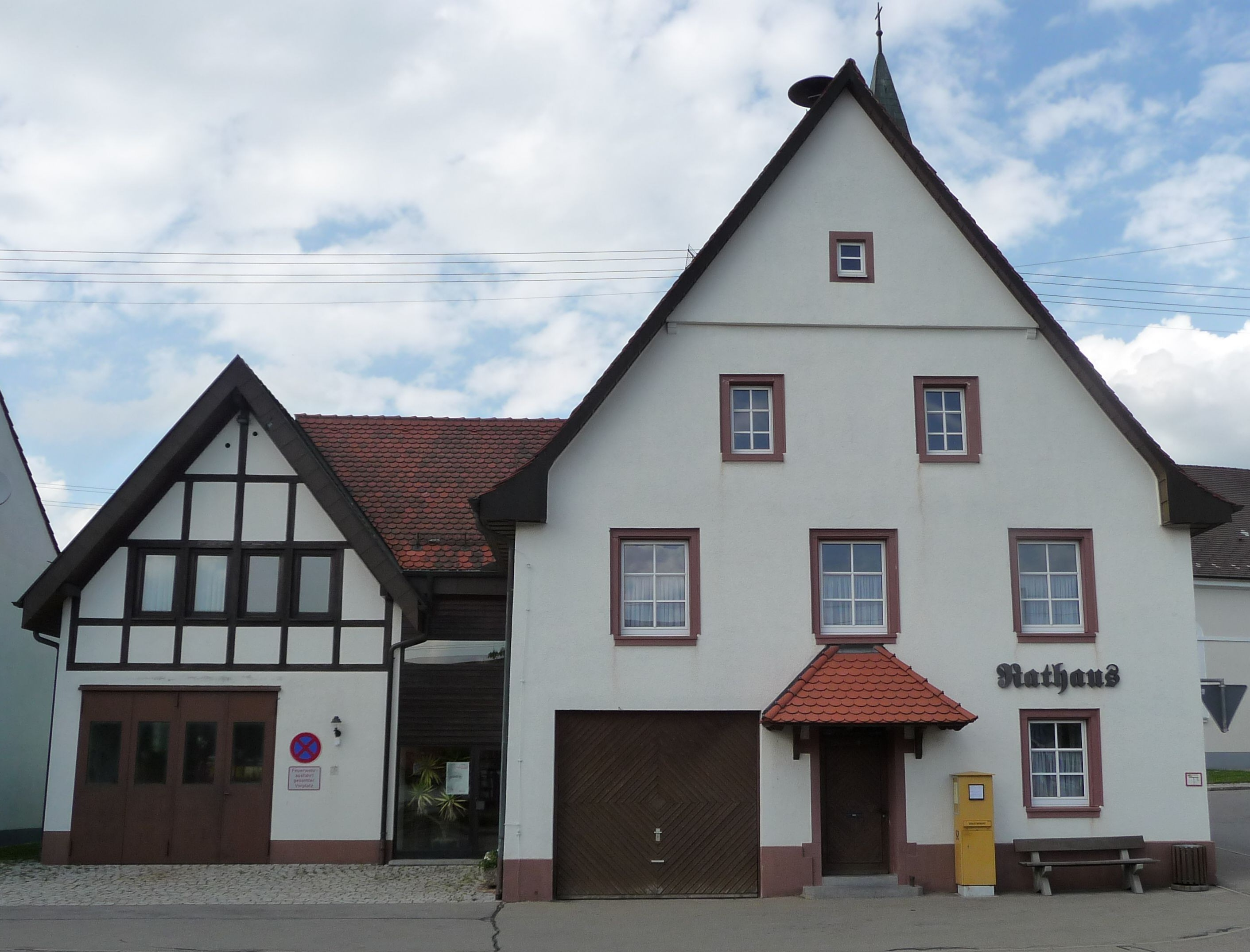
Rathaus und Feuerwehrhaus in der Ortsmitte

### Verwaltungsverband
Die Gemeinde ist Mitglied des Gemeindeverwaltungsverbandes Heuberg mit Sitz in Wehingen.

### Gemeinderat
Der Gemeinderat in Königsheim besteht aus den acht ehrenamtlichen Gemeinderäten und dem Bürgermeister als Vorsitzendem. Der Bürgermeister ist im Gemeinderat stimmberechtigt. Bei der  Kommunalwahl am 9. Juni 2024 wurde der Gemeinderat durch Mehrheitswahl gewählt. Mehrheitswahl findet statt, wenn kein oder nur ein Wahlvorschlag eingereicht wurde. Die Bewerber mit den höchsten Stimmenzahlen sind dann gewählt. Die Wahlbeteiligung betrug 67,8 %.

### Bürgermeister
Vögte, Schultheißen und Bürgermeister von Königsheim:
| - 1568–1572 Jörg Frech - 1573–1582 Caspar Frech - 1583–1625 Hans Schüle/Scheuerli/Scheyerlin - 1625–1666 Staffa/Steffa Frech - 1670–1690 Bläsi Frech - 1680–1709 Michel Frech - 1710–1715 Josef Mattes - 1716–1734 Lorenz Frech - 1734–1749 Valentin Frech - 1750–1754 Hans Martin Sigrist - 1754 Valentin Frech - 1755–1774 Valentin Mattes - 1783–1793 Hans Martin Dreher - 1794–1798 Thomas Dreher - 1798–1800 Karle Dreher, Johannes Dreher | - 1801–1805 Mattheis Dreher - 1805–1819 Vinzenz Dreher - 1834–1835 Schultheiß Mattes - 1844–1847 Schultheiß Frech - 1847–1849 Carl Stier - 1849–1876 Karl Frech - 1876–1882 Roman Wäschle - 1882–1915 Leo Mattes - 1915–1943 Mammertus Mattes - 1943–1945 Sauter (eingesetzter Bürgermeister) - 1946–1972 Xaver Dreher - 1972–1982 Siegfried Klein - 1982–2003 Hans Fortenbacher - seit 2003 Konstantin Braun |

## Kultur und Sehenswürdigkeiten
Königsheim liegt an der Schwäbischen Albstraße, die an vielen Sehenswürdigkeiten vorbeiführt. Die Kommune ist dem Tourismusverband „Donaubergland“ angeschlossen.

### Bauwerke
- Die katholische Kirche wurde am 9. Februar 1448 der heiligen Agatha geweiht und 1837 neu erbaut
- Pfarrerhaus (Pater Wilhelm Gemeindehaus), 1863/1864 erbaut
- Antoniuskapelle, 1899 erbaut

### Naturdenkmäler
- Friedrichshöhle
- Dörrhaldenhöhle
- Friedenslinde

## Wirtschaft und Infrastruktur
Die Gemeinde hat sich zu einem Industriestandort entwickelt. Sie ist eine der steuerstarken Gemeinden des Landkreises Tuttlingen. 2008 gibt es in der Gemeinde 350 Arbeitsplätze. Bei 561 Einwohnern bedeutet dies eine positive Pendlerbilanz, 267 Berufseinpendler stehen 154 Berufsauspendler gegenüber. Metallverarbeitende Betriebe sind vorherrschend. Die größten Arbeitgeber sind Aicher Alfred-Johann (Mechanische Werkstätten), Aicher Augustin (Präzisionstechnik), Dreko (CNC Dreh-, Bohr- und Frästeile), EZU (Präzisionsdrehteile), Frech Josef (Formteile-Werkzeugbau) und Loma (Präzisionsdrehteile).
Die Stromversorgung erfolgt durch die EnBW, die Wasserversorgung durch den Zweckverband Wasserversorgung Hohenberggruppe mit Sitz in Meßstetten, die Abwasserreinigung durch die Verbandskläranlage in Egesheim.

### Verkehr
Durch Königsheim verläuft die Landesstraße 443. Die Gemeinde liegt im Gebiet des Verkehrsverbunds Schwarzwald-Baar-Heuberg. Regelmäßige Busverbindungen bestehen nach Spaichingen, Wehingen und Mühlheim.

### Öffentliche Einrichtungen
- Mehrzweckhalle
- Backhaus
- Jugendtreff
- Kindergarten Emma Lembeck
- Im ehemaligen Schulgebäude betreibt das Dekanat Tuttlingen-Spaichingen die Jugendbegegnungsstätte St. Franziskus.

## Söhne und Töchter
- Milita Schäfer (1902–1944), Steyler Missionsschwester und Märtyrin
- Basilius Steidle (1903–1982), römisch-katholischer Ordensgeistlicher, Patrologe und Hochschullehrer